# Houston Oilers 1966
La stagione 1966 degli Houston Oilers è stata la sesta della storia della franchigia nell'American Football League. Con un bilancio finale di 3 vittorie e 11 sconfitte, la squadra non si qualificò per i playoff per il quarto anno consecutivo.

## Calendario
| Stagione regolare |                       |           |
| Turno             | Avversario            | Risultato |
| 1                 | Denver Broncos        | V 45–7    |
| 2                 | Oakland Raiders       | V 31–0    |
| 3                 | at New York Jets      | S 52–13   |
| 4                 | at Buffalo Bills      | S 27–20   |
| 5                 | at Denver Broncos     | S 40–38   |
| 6                 | New York Jets         | V 24–0    |
| 7                 | Miami Dolphins        | S 20–13   |
| 8                 | at Kansas City Chiefs | S 48–23   |
| 9                 | at Oakland Raiders    | S 38–23   |
| 10                | at Boston Patriots    | S 27–21   |
| 11                | Buffalo Bills         | S 42–20   |
| 12                | San Diego Chargers    | S 28–22   |
| 13                | Boston Patriots       | S 38–14   |
| 14                | at Miami Dolphins     | S 29–28   |

## Classifiche
| AFL Eastern Division | AFL Eastern Division | AFL Eastern Division | AFL Eastern Division | AFL Eastern Division | AFL Eastern Division | AFL Eastern Division | AFL Eastern Division | AFL Eastern Division | AFL Eastern Division |
|                      | V                    | S                    | P                    | %                    | DIV                  | PF                   | PS                   | Str.                 |                      |
| -------------------- | -------------------- | -------------------- | -------------------- | -------------------- | -------------------- | -------------------- | -------------------- | -------------------- | -------------------- |
| Buffalo Bills        | 9                    | 4                    | 1                    | .692                 | 6–2                  | 358                  | 255                  | V1                   |                      |
| Boston Patriots      | 8                    | 4                    | 2                    | .667                 | 5–1–1                | 315                  | 283                  | S1                   |                      |
| New York Jets        | 6                    | 6                    | 2                    | .500                 | 4–3–1                | 322                  | 312                  | V1                   |                      |
| Houston Oilers       | 3                    | 11                   | 0                    | .214                 | 1–7                  | 335                  | 396                  | S8                   |                      |
| Miami Dolphins       | 3                    | 11                   | 0                    | .214                 | 2–5                  | 213                  | 362                  | V1                   |                      |

Nota: I pareggi non venivano conteggiati ai fini della classifica fino al 1972.